# Amiche (miniserie televisiva)
Amiche è una miniserie televisiva del 2004, diretta da Paolo Poeti, trasmessa su Rai 2 per quattro puntate.

## Trama
Betta, Elena, Rita, Ludovica e Giovanna sono grandi amiche dai tempi della scuola e ora che hanno superato i trent'anni sono impegnate a gestire le loro vite problematiche.
Betta lavora come architetto, è sposata con Nicola e ha due figlie, Chiara e Monica. La sua quotidianità viene sconvolta pochi giorni prima di Natale, quando il marito la lascia per una donna più giovane e le chiede la separazione. Oltre a dover affrontare questo duro colpo, Betta cerca di stare dietro alle figlie, soprattutto l'adolescente Chiara, che frequenta cattive compagnie. Proprio quando tutto sembra essersi risolto per il meglio, Betta scopre di avere un tumore in stadio avanzato. Prima di morire, riesce ad ottenere l'affidamento dei figli a Elena e Alessandro - i quali convolano a nozze -, nonostante l'iniziale opposizione di Nicola, che cede infine alle ragioni dell'ex moglie.
Elena proviene da una famiglia aristocratica che ormai ha perso tutto, eccetto il grande palazzo in cui lei vive da sola. Fidanzata da tempo con Roberto, è proprietaria di una libreria e il suo sogno più grande è quello di avere un figlio, anche se il suo compagno non è d'accordo. Una sera, rientrando dal lavoro, Elena trova tre rapinatori in casa e viene brutalmente violentata. Dopo l'accaduto, la donna scopre di essere rimasta incinta e la notizia la sconvolge; ciononostante decide di non abortire, ma poco dopo perde il bambino. Le sue vicissitudini la portano ad avvicinarsi al magistrato che si occupa del suo stupro, Alessandro Treves, un uomo divorziato con un figlio piccolo.
Rita è sposata con Giorgio ed è madre di due bambini. Per dedicarsi alla famiglia, Rita ha dolorosamente abbandonato il suo mestiere di medico veterinario e quando scopre di essere incinta di un terzo figlio, teme di dover dire addio al lavoro per sempre. Tuttavia un incontro casuale con Aldo, ex compagno di studi e proprietario di una clinica per animali, le darà l'opportunità di tornare ad affermarsi lontano dalle mura domestiche. La vicinanza con Aldo però minaccia fortemente il matrimonio di Rita, che cerca in ogni modo di fuggire dalla realtà familiare staccandosi l'etichetta di "donna di casa".
Ludovica è una donna in carriera, un'avvocatessa molto stimata che però ha dovuto rinunciare ad avere una vita sentimentale per potersi costruire una professione. Ludovica è quindi una persona molto sola, i cui unici punti saldi sono le amiche. Quando anche sul piano lavorativo cominciano ad affiorare dei problemi, Ludovica rischia di perdere tutto: sarà tuttavia l'alleanza con il collega Guido a farle intraprendere una nuova strada.
Giovanna fa l'istruttrice di aerobica e insegna pallacanestro, lo sport che da ragazza praticava con le sue migliori amiche. In campo sentimentale è una donna che non vuole legarsi stabilmente e preferisce passare le sue notti con dei ragazzi quasi sconosciuti, spesso più giovani di lei e che comunque non vogliono impegni a lungo termine. Dopo essere stata sfrattata dal suo appartamento, Giovanna va a convivere con Ludovica e subito dopo incontra Pino, affascinante proprietario di un negozio di dischi, con il quale piano a piano comincia a costruire una relazione seria.
Le complesse vicende delle cinque amiche vengono vissute in maniera collettiva, in un modo che lascia spazio solo alla coesione e alla solidarietà e dove ognuna funge da spalla per l'altra.